# Yanis Gimenez
Pour les articles homonymes, voir Giménez.
Pas d'image ? Cliquez ici

a Compétitions nationales et continentales officielles uniquement.

Dernière mise à jour le 10 mai 2025.
Yanis Gimenez, né le 26 mars 2000, est un joueur français de rugby à XV évoluant au poste de talonneur au Niort RC depuis 2024.

## Biographie
Yanis Gimenez commence le rugby à XV au sein de l'Amicale laïque Échirolles en Isère en moins de 7 ans et il y évolue jusqu'en 2015, avant qu'il ne rejoigne les cadets du FC Grenoble la même année.
En 2018, en match d'ouverture de la finale du Top 14 opposant le Montpellier Hérault Rugby au Castres olympique au Stade de France, il remporte avec les Crabos du FC Grenoble la finale du championnat de France de cette catégorie face au Castres olympique.
Le 8 décembre 2021, il signe son premier contrat espoir au FC Grenoble jusqu'en 2023.
Le 10 février 2023, il rejoint le Valence Romans Drôme Rugby en Nationale en tant que joueur supplémentaire pour le reste de la saison. À l'issue de cette saison, son club monte en Pro D2 en battant le SC Albi en demi-finale et rejoint l'US Dax en finale pour le titre de Nationale. Sur le score de 26 à 19, il remporte la compétition.
En vue de la saison 2023-2024, il signe au CS Vienne, promu en Nationale.

## Palmarès
- Vainqueur du Championnat de France Crabos en 2018 avec le FC Grenoble.
- Vainqueur du Championnat de France de Nationale en 2023 avec le Valence Romans DR.